# Das Boot ist voll
Das Boot ist voll ist ein Spielfilm von Markus Imhoof, der unter anderem auf dem gleichnamigen Sachbuch des Schweizer Journalisten und Schriftstellers Alfred A. Häsler beruht.

## Handlung
Sechs Personen ist 1942 während des Zweiten Weltkriegs die Flucht aus Deutschland in die neutrale Schweiz gelungen, doch diese beschliesst im August dieses Jahres eine Verschärfung ihrer Aufnahmebedingungen. Die sechs – überwiegend Jüdinnen und Juden sowie ein Deserteur der deutschen Wehrmacht – versuchen, auch mit etwas Komplizenschaft einiger Dörfler, durch Kleider-, Rollen- und Papiertausch die Bedingungen zu erfüllen. Doch der Dorfpolizist durchschaut das Verstellspiel, fühlt sich hintergangen und ordnet das offizielle Verfahren an. Die schweizerischen Vorschriften sehen vor, dass Juden und Jüdinnen allein aufgrund ihrer Verfolgung aus rassistischen Motiven kein Aufenthaltsrecht in der Schweiz zusteht; sie werden über die Grenze nach Deutschland zurückgeschickt. Bleiben dürfen nur Familien mit kleinen Kindern und politisch Verfolgte.

## Hintergrund
Laut Abspann

„stützt sich [der Film] im Wesentlichen auf
 
das umfassende Werk «Das Boot ist voll» von Alfred A. Häsler,

den Bericht über die Flüchtlingspolitik in der Schweiz in den Jahren 1933–55 von Prof. Carl Ludwig,

die «Geschichte der Schweizerischen Neutralität» von Prof. Edgar Bonjour

sowie Zeitgeschichtliche Archive und Gespräche mit Betroffenen.“

## Kritiken
„Imhoof, der diesen Film aus einer persönlichen Betroffenheit, ja Wut gedreht hat, weil die Schweiz ihre im Zweiten Weltkrieg gezeigte Inhumanität lieber verdrängt als offen zugibt, ist dennoch nicht ungerecht gegen seine Landsleute. Ein wenig überspitzt mag der Bürokratismus dargestellt sein, der Klerus einseitig ängstlich und auf Nichteinmischung bedacht, diejenigen jedoch, die aktiv helfen, sind sympathisch-verständnisvoll und auch ein bißchen hilflos. „Das Boot ist voll“ ist kein großer, aber ein ehrlicher Film.“

## Auszeichnungen
Academy Award 1982:
- Nominierung für den besten fremdsprachigen Film.

Berlinale 1981:
- C.I.D.A.L.C. Preis für Markus Imhoof
- FIPRESCI-Preis für Markus Imhoof
- Interfilm Preis für Markus Imhoof
- OCIC Preis für Markus Imhoof
- Silberner Bär für Markus Imhoof
- Nominierung für den Goldenen Bär für Markus Imhoof

Max Ophüls Festival 1982:
- Nominierung für den Max-Ophüls-Preis für Markus Imhoof

David di Donatello Awards 1982:
- René Clair Preis für Markus Imhoof